# Днепровская академия музыки
 Днепровская академия музыки — музыкальное высшее учебное заведение в городе Днепр, одно из старейших высших учебных заведений города.

## История
Первая попытка создать в Екатеринославе музыкальное учебное заведение была осуществлена ещё в конце XVIII века. По идее Г. Потемкина и согласно приказу Екатерины II 1784 года в новом городе было запланировано открытие университета с Академией художеств и музыки при нем.
Возглавить это заведение предложили выдающемуся композитору Максиму Березовскому, а будущий оркестр - талантливому скрипачу Ивану Хандошкину. Однако этим планам сбыться не суждено.
Спустя более века, в июне 1898 года главная Дирекция Императорского Русского Музыкального Общества при непосредственной поддержке губернатора П. Святополка-Мирского позволила открыть Екатеринославское отделение ИРМО с музыкальными классами при нем, что и стало началом основания Екатеринославского музыкального училища.
С этого момента училищу принадлежала основная роль в становлении и развитии музыкального образования и музыкальной культуры региона.
1 сентября начался учебный процесс с 62 учениками: по классу фортепиано - 34, скрипки - 22, пения - 5, виолончели - 1.
Директором учебного заведения был назначен Дмитрий Петрович Губарев.
Преподавателями музыкальных классов были выпускники Санкт-Петербургской консерватории: 

Д.П. Губарев - по классу пения и виолончели; 

М.М. Ливен - преподаватель теории музыки, сольфеджио, гармонии; 

С.А. Бриллиант и Е.К. Эйзенберг - преподаватели по классу фортепиано; 

В.И. Солнишкин - преподаватель по классу скрипки.
Обучение было платным. Годовая плата составляла 100 рублей.
Учитывая недостаточность в Екатеринославе учебных заведений, лишала многих детей возможности получения образования, в мае 1901 года произошла реорганизация музыкальных классов в музыкальное училище.
И в сентябре 1901 года было открыто музыкальное училище с научными классами. В нем обучалось уже 135 учащихся по классам: фортепиано, пение, скрипка, виолончель, контрабас, кларнет и труба. Был открыт класс ансамбля.
Оперная студия училища под руководством преподавателя оперного класса Д. Иванова компенсировала отсутствие постоянной оперной труппы в Екатеринославе.
Динамика роста контингента учащихся училища свидетельствует о большом интересе и спросе по музыкального образования среди жителей Екатеринославщины.
Уже в 1917 году количество учащихся составляло почти 1000 человек. Училище давало возможность овладеть практически всеми музыкальными инструментами, а музыкальные предметы преподавались по программам Петербургской консерватории.
К работе в училище приглашали известных музыкантов России и Европы, выпускников Петербургской, Московской, Пражской, Пармской, Лейпцигской и Венской консерваторий.
В 1919 году на базе училища была создана консерватория, директором которой с 1920 по 1922 год был талантливый певец Михаил Михайлович Энгель-Крон.
В 1923 году в связи с реорганизацией учебных заведений СССР, Екатеринославская консерватория была преобразована в музыкально-театральный техникум со статусом высшего учебного заведения. В 1930 году техникум получает статус среднего учебного заведения, а в 1937 году превращается в музыкальное училище с правами среднего специального учебного заведения.
С 1924 до 1926 года обязанности директора музыкального техникума выполняла М.Ю. Гейман. В 1930-е годы директором был назначен П.С. Бочаров.
С 1940 до 1973 года училище возглавляет талантливый организатор, музыкант, пианист Михаил Львович Оберман.
В годы Великой Отечественной войны училище было эвакуировано в город Тобольск Омской области (сейчас Тюменская область), где продолжало свою учебную и творческую работу. В 1943 году, когда Днепропетровск был освобожден частями Советской Армии, коллектив училища вернулся в родной город.
21 декабря 1948, в связи с празднованием 50-летия училища, Совет министров УССР принял постановление № 2994 о присвоении училищу имени М.И. Глинки.
В послевоенные времена училище активно перестраивается.
Открываются новые отделы: народных инструментов, хорового дирижирования, теории музыки.
Коллектив училища прикладывает много усилий к развитию системы музыкального образования области. К началу 70-х годов в области было открыто 80 детских музыкальных школ и школ эстетического воспитания, музыкальные училища в городах Кривой Рог и Днепродзержинск.

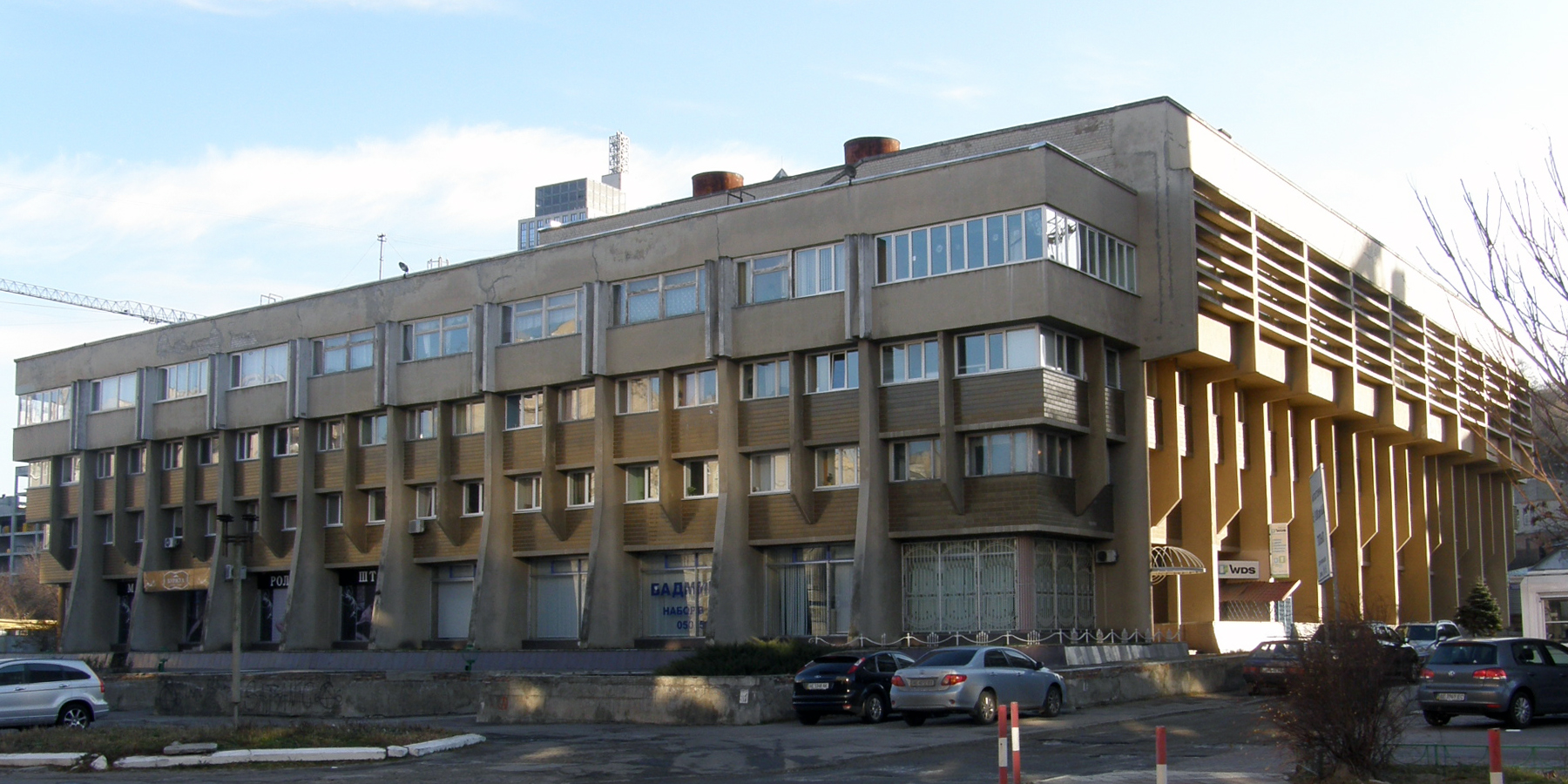
здание консерватории, построенное в 1988

С 1973 до 1992 года директор училища - музыковед Людмила Ивановна Царегородцева. Именно она способствовала строительству нового здания училища по улице Литейной, 10, которое строилось по специальному проекту, с учётом особенностей учебного заведения.
С 1992 до 2004 года училище возглавлял заслуженный деятель искусств Украины, дирижер Николай Алексеевич Шпак.
В 2004 году директором училища назначен заслуженный деятель искусств Украины, пианист Юрий Михайлович Новиков.
Согласно решению Днепропетровского областного совета № 775-33/IV от 22 марта 2006 года Днепропетровское областное музыкальное училище им. М.И. Глинки переименовано в Днепропетровскую консерваторию им. М. Глинки.
Ректором консерватории назначен заслуженный деятель искусств Украины Ю.М. Новиков.
Согласно решению Днепропетровского областного совета № 46-3/VII от 25 марта 2016 года Днепропетровская консерватория им. М. Глинки переименована в Днепропетровскую академию музыки им. М. Глинки.